# Miró Riculf de Pinós
Miró Riculf de Pinós   (segle XI - segle XI) és considerat el primer membre de la nissaga dels barons de Pinós que van governar la Baronia de Pinós, que depenia del Comtat de Cerdanya. Fou el pare de Galceran I de Pinós.

## Biografia
No es coneix molt bé la història de Miró Riculf, però es considera que fou un personatge important de la zona del Berguedà i del Comtat de Cerdanya del segle xi.
En Miró Riculf i el seu germà, Bernat, són considerats els iniciadors de la dinastia Pinós quan van prometre fidelitat al comte de Cerdanya, Ramon I de Cerdanya entre el 1063 i el 1069. En aquest jurament de fidelitat es concreta que si el seu senyor morís, ells continuarien sota la potestat del seu fill que esdevingués Comte de Berga.
Miró Riculf està relacionat moltes vegades amb Ricard Altemir, amb qui participa en la reconquesta i jura fidelitat primer al Comte de Cerdanya i després al Comte de Barcelona i fins i tot són mútuament fiadors l'un de l'altre quan se'ls ofereix la defensa i el bastiment del castell de Tàrrega, però no se sap quina relació exacte tenien. A més a més, els dos van tenir un fill que es digué Galceran (tot i que el fill de Miró Riculf s'anomena Galceran Miró i el de Ricard el 1106 s'anomena Galceran de Pinós).
Entre els fets documentats sobre Miró Riculf, destaquen: 
- El 1050 fou testimoni del conveni entre el Comte d'Urgell, Ermengol IV i el comte Ramon de Cerdanya a Ix on el primer jura respectar els dominis del Comtat de Cerdanya.[1][3]
- Juntament amb Bernat fou membre del tribunal del comte de Cerdanya en un judici el 1047 a Cornellà de Conflent.
- Signà com a testimoni a la Nou de Berguedà quan el senyor de la Portella canvià la seva espasa d'or per dos masos amb el comte Ramon de Cerdanya.[1][4]
- El juliol de 1063 ell i el seu germà van jurar fidelitat als comtes de Barcelona Ramon Berenguer I i la seva dona Almodis, que els van donar el castell de Balsareny i el castell de Gaià.[1][5]
- El 1069 el comte de Barcelona va encarregar a Miró Riculf el castell de Tàrrega per a la protecció de la ciutat i el 1082 li va cedir un alou del castell de "Monte Albo", que depenia de l'anterior.[1][6]